# Lissolepis
Lissolepis is een geslacht van hagedissen uit de familie skinken (Scincidae).

## Naam
De wetenschappelijke naam van de groep werd voor het eerst voorgesteld door Wilhelm Peters in 1872. De wetenschappelijke geslachtsnaam Lissolepis betekent vrij vertaald 'gladde schubben' en verwijst naar het ontbreken van stekelige schubben op de huid die wel voorkomen bij verwante groepen van skinken zoals Egernia.
Er zijn twee soorten, deze behoorden lange tijd tot het geslacht van de stekelskinken (Egernia) en staan in veel literatuur nog onder hun oude naam bekend. In 2008 werden de soorten op basis van nieuwe inzichten afgesplitst.

## Verspreiding en habitat
De soorten komen endemisch voor in Australië en leven in de staten Victoria, West-Australië en Zuid-Australië, mogelijk in New South Wales. Het zijn bodembewoners die leven in begroeide gebieden vaak bij water in de buurt. Beide soorten worden in de Engelse taal wel 'moerasskinken' genoemd vanwege de voorkeur voor zeer vochtige gebieden. Zowel bij zoetwater als brak water komen de soorten voor, vaak in zeer dichtbegroeide habitats.

## Levenswijze
De mannetjes zijn territoriaal en bewaken de omgeving van hun hol. De vrouwtjes zijn eierlevendbarend, ze zetten geen eieren af maar baren levende jongen.

## Soorten
Het geslacht omvat de volgende soorten:
| Naam                 | Auteur       | Verspreidingsgebied                                               |
| -------------------- | ------------ | ----------------------------------------------------------------- |
| Lissolepis coventryi | Storr, 1978  | Australië (Victoria, Zuid-Australië, mogelijk in New South Wales) |
| Lissolepis luctuosa  | Peters, 1866 | Australië (West-Australië)                                        |